# Phreatia xantholeuca
Phreatia xantholeuca är en orkidéart som beskrevs av Friedrich Fritz Wilhelm Ludwig Kraenzlin. Phreatia xantholeuca ingår i släktet Phreatia och familjen orkidéer. Inga underarter finns listade i Catalogue of Life.